# 金昌镐寓所旧址
金昌镐寓所旧址，俗称高岗楼，是一座位于中华人民共和国辽宁省沈阳市和平区中兴街31号的近代历史建筑。该建筑由朝鲜籍侨民金昌镐于1936年投资兴建，由日本人负责设计。其建筑风格融合了中国传统元素与西洋风格，在沈阳地区较为独特。该建筑曾为多位重要历史人物的居所，包括国民政府时期的东北保安司令杜聿明和中华人民共和国成立初期的东北局主要领导高岗等人。2008年，金昌镐寓所旧址被沈阳市人民政府公布为市级文物保护单位。

## 历史沿革

### 初始兴建
该寓所的建造者金昌镐（又被时人称为“金高丽”）原为朝鲜黄海道人，于甲午战争后日本侵占朝鲜半岛期间，迁居至奉天。他因通晓汉语、日语和朝鲜语，最初被日本殖民机构东亚劝业株式会社录用，协助处理土地买卖手续，从而获得其“第一桶金”。据记载，当地民众因此称其为“二鬼子”。
九一八事变后，金昌镐的财富迅速增长。他通过开办沙场、倒卖建筑材料、经营烟草干燥室，并成立名为“大同土木株式会社”的建筑公司，积累了大量资产，成为当时沈阳的富商之一。1936年，他在当时的奉天满铁附属地内购地，并聘请日本人设计建造了这座寓所。1945年日本投降前夕，金昌镐预感形势不利，遂携家眷财物迁往韩国，此后下落不明，仅留下一座空置的宅邸。

### 解放前后与后续用途
日本投降后，在辽沈战役期间，时任国民政府东北保安司令官的杜聿明曾在此居住。1948年11月2日，该建筑被中国人民解放军接管，成为中共中央东北局部分机关的临时办公地点。时任东北局主要领导的高岗于1950年至1954年间在此工作和生活，因此该楼在民间被普遍称为“高岗楼”。除高岗外，陈云、李富春、伍修权、陶铸等中共领导人也曾在此工作或居住。
高岗调离后，辽宁省副省长黄达于1955年至文化大革命期间在此居住。文革前，这里曾是《共产党员》杂志社的办公地；文革后期则归辽宁省测绘局使用。自1988年起，该建筑由东北国际投资有限公司使用至今。

### 保护
2004年，金昌镐寓所旧址被沈阳市文物局列为沈阳市不可移动文物。2008年10月27日，经沈阳市人民政府批准，该建筑正式升级为沈阳市文物保护单位。

## 建筑特色
金昌镐寓所旧址坐北朝南，主体为一座三层高的钢筋混凝土结构建筑，总建筑面积达709平方米，占地约两亩。建筑在设计上别具一格，被评价为兼具宫殿与城堡之感，难以归入单一的建筑风格。其显著特征是中西合璧的设计语言：屋顶部分采用了中国古典建筑中常见的绿色琉璃瓦，尤其是入口门廊的雨搭，由两根方形水泥柱支撑，亦铺设同色琉璃瓦；而其门厅设计则呈现出明显的西洋风格。
建筑外墙以米黄色瓷砖罩面，配有花岗岩墙裙。正面左侧的一、二层设计为凸出的半弧形结构。整个院落由围墙环绕，并设有一座与主楼风格一致的中式门斗，院内还配有传达室和车库等附属建筑。该建筑被认为是当时沈阳唯一由朝鲜人投资兴建的住宅，在本地建筑中独树一帜。